# Списък на фигурите в Анатомията на Грей: II. Остеология
Фигурите по-долу се срещат в глава II-ра: Остеология от Анатомията на Грей (версия от 1918 г.)

## Въведение(Тема 17)
- Фигура 64
- Фигура 65
- Фигура 66
- Фигура 67
- Фигура 68
- Фигура 69
- Фигура 70
- Фигура 71

## Кост(Тема 18)
- Фигура 72
- Фигура 73
- Фигура 74
- Фигура 75
- Фигура 76
- Фигура 77
- Фигура 78
- Фигура 79
- Фигура 80
- Фигура 81

## Гръбначен стълб(Тема 19)

### General characteristics of avertebra(Тема 20)
- Фигура 82
- Фигура 83

#### Thecervical vertebrae(Тема 21)
- Фигура 84
- Фигура 85
- Фигура 86
- Фигура 87
- Фигура 88
- Фигура 89

#### Thethoracic vertebrae(Тема 22)
- Фигура 90
- Фигура 91
- Фигура 92

#### Thelumbar vertebrae(Тема 23)
- Фигура 93
- Фигура 94

#### Кръстцоваиопашна кост(Тема 24)
- Фигура 95
- Фигура 96
- Фигура 97
- Фигура 98
- Фигура 99
- Фигура 100
- Фигура 101
- Фигура 102
- Фигура 103
- Фигура 104
- Фигура 105
- Фигура 106
- Фигура 107
- Фигура 108
- Фигура 109
- Фигура 110

### Thevertebral columnas a whole (Тема 25)
- Фигура 111
- Фигура 112

## Гръден кош(thorax) (Тема 26)
- Фигура 113
- Фигура 114

### Гръдна кост(sternum) (Тема 27)
- Фигура 115
- Фигура 116
- Фигура 117
- Фигура 118
- Фигура 119
- Фигура 120
- Фигура 121

### Ребро(costae) (Тема 28)
- Фигура 122
- Фигура 123
- Фигура 124
- Фигура 125
- Фигура 126
- Фигура 127
- Фигура 128

## TheЧереп(cranium) (Тема 30)

### Кости на черепа

#### Тилна кост(os occipitale) (Тема 31)
- Фигура 129
- Фигура 130
- Фигура 131

#### Теменна кост(os parietale) (Тема 32)
- Фигура 132
- Фигура 133

#### Челна кост(os frontale) (Тема 33)
- Фигура 134
- Фигура 135
- Фигура 136

#### Слепоочна кост(os temporale) (Тема 34)
- Фигура 137
- Фигура 138
- Фигура 139
- Фигура 140
- Фигура 141
- Фигура 142
- Фигура 143
- Фигура 144

#### Клиновидна кост(os sphenoidale) (Тема 35)
- Фигура 145
- Фигура 146
- Фигура 147
- Фигура 148

#### Решетъчна кост(os ethmoidale) (Тема 36)
- Фигура 149
- Фигура 150
- Фигура 151
- Фигура 152
- Фигура 153

### Лицеви кости

#### Носна кост(os nasale) (Тема 37)
- Фигура 154
- Фигура 155
- Фигура 156

#### Горна челюст(maxilla) (Тема 38)
- Фигура 157
- Фигура 158
- Фигура 159
- Фигура 160
- Фигура 161
- Фигура 162

#### Слъзна кост(os lacrimale) (Тема 39)
- Фигура 163

#### Яблъчна кост(os zygomaticum) (Тема 40)
- Фигура 164
- Фигура 165
- Фигура 166
- Фигура 167

#### Небцова кост(os palatinum) (Тема 41)
- Фигура 168
- Фигура 169

#### Долна носна мида(concha nasi inferior) (Тема 42)
- Фигура 170
- Фигура 171
- Фигура 172

#### Ралник(vomer) (Тема 43)
- Фигура 173
- Фигура 174
- Фигура 175

#### Долна челюст(mandibula) (Тема 44)
- Фигура 176
- Фигура 177
- Фигура 178
- Фигура 179
- Фигура 180
- Фигура 181
- Фигура 182
- Фигура 183
- Фигура 184
- Фигура 185

#### Подезична кост(os hyoideum) (Тема 45)
- Фигура 186

### Theexterior of the skull(Тема 46)
- Фигура 187
- Фигура 188
- Фигура 189
- Фигура 190
- Фигура 191
- Фигура 192

### Theinterior of the skull(Тема 47)
- Фигура 193
- Фигура 194
- Фигура 195
- Фигура 196
- Фигура 197
- Фигура 198
- Фигура 199

## Крайници(Тема 48)

### Кости нагорния крайник

#### Ключица(clavicula) (Тема 49)
- Фигура 200
- Фигура 201

#### Лопатка(scapula) (Тема 50)
- Фигура 202
- Фигура 203
- Фигура 204
- Фигура 205
- Фигура 206

#### Раменна кост(humerus) (Тема 51)
- Фигура 207
- Фигура 208
- Фигура 209
- Фигура 210
- Фигура 211

#### Лакътна кост(ulna) (Тема 52)
- Фигура 212
- Фигура 213
- Фигура 214
- Фигура 215
- Фигура 216

#### Лъчева кост(radius) (Тема 53)
- Фигура 217
- Фигура 218

### Ръка

#### Thecarpus(ossa carpi) (Тема 54)
- Фигура 219
- Фигура 220
- Фигура 221
- Фигура 222
- Фигура 223
- Фигура 224
- Фигура 225
- Фигура 226
- Фигура 227
- Фигура 228

#### Themetacarpus(Тема 55)
- Фигура 229
- Фигура 230
- Фигура 231
- Фигура 232
- Фигура 233

#### Фалангина ръката (Тема 56)
- Фигура 234

### Кости надолния крайник

#### Тазова кост(os coxae) (Тема 57)
- Фигура 235
- Фигура 236
- Фигура 237

#### pelvis(Тема 58)
- Фигура 238
- Фигура 239
- Фигура 240
- Фигура 241
- Фигура 242

#### Бедрена кост(os femoris) (Тема 59)
- Фигура 243
- Фигура 244
- Фигура 245
- Фигура 246
- Фигура 247
- Фигура 248
- Фигура 249
- Фигура 250
- Фигура 251
- Фигура 252
- Фигура 253
- Фигура 254

#### Коленно капаче(patella) (Тема 60)
- Фигура 255
- Фигура 256

#### Голям пищял(os tibia) (Тема 61)
- Фигура 257
- Фигура 258
- Фигура 259
- Фигура 260
- Фигура 261

#### Малък пищял(os fibula) (Тема 62)
- Фигура 262
- Фигура 263
- Фигура 264
- Фигура 265

### Ходило

#### Задноходилни кости(ossa tarsalia) (Тема 63)
- Фигура 266
- Фигура 267
- Фигура 268
- Фигура 269
- Фигура 270
- Фигура 271
- Фигура 272
- Фигура 273
- Фигура 274
- Фигура 275
- Фигура 276
- Фигура 277
- Фигура 278
- Фигура 279
- Фигура 280
- Фигура 281
- Фигура 282
- Фигура 283

#### Предноходилни кости(ossa metatarsalia) (Тема 64)
- Фигура 284
- Фигура 285
- Фигура 286
- Фигура 287
- Фигура 288

#### Фалангина ходилото (Тема 65)
- Фигура 289

#### Сравнение на костите на ръката и ходилото (Тема 66)
- Фигура 290
- Фигура 291